# Петриашвили, Назо Абрамовна
Назо Абрамовна Петриашвили — советский хозяйственный, государственный и политический деятель, Герой Социалистического Труда.

## Биография
Родилась в 1930 году в Грузинской ССР. Член КПСС с 1961 года.
Выпускница Грузинского зооветеринарного института. С 1952 года — на хозяйственной, общественной и политической работе. В 1952—1990 гг. — зоотехник, заведующая свиноводческой фермой, бригадир овцеводческого совхоза села Земо-Алвани Ахметского района Грузинской ССР.
Указом Президиума Верховного Совета СССР от 26 февраля 1981 года присвоено звание Героя Социалистического Труда с вручением ордена Ленина и золотой медали «Серп и Молот».
Избиралась депутатом Верховного Совета СССР 9-го созыва.
Жила в Грузии.